# Flumineddu (přítok Flumendosy)
Flumineddu (také známá jako Rio San Girolamo) je řeka ve střední a jižní Sardinii.

## Popis
Pramení na svazích Gennargentu, poblíž bodu Perda 'e Liana v kraji Gairo a po celé své délce 59,9 km teče jižním směrem. Protíná území Gairo, Ussassai, Seui, Ulassai, Perdasdefogu, Escalaplano a nakonec Ballao, kde se vlévá do Flumendosy, jejíž Flumineddu je hlavním přítokem.
Řeka má přívalový charakter, v různých ročních obdobích její průtok stoupá a klesá, ale má stálý tok. Podél svého toku vytváří tzv. iscas, přirozené roviny, kde se dá snáze provozovat minimální zemědělství. Vytváří četné tůně smaragdově zelené barvy, v nichž se v létě osvěžují obyvatelé vesnic v blízkosti jejího toku, protože oblast je poměrně daleko od moře.
Mezi obcemi Seui a Ulassai (provincie Ogliastra) u Capanna Silicher byla v letech 1976–1984 postavena přehrada Invaso del Flumineddu. Koruna má délku 136 m, výška hráze je 45,30 m, koruna je ve výšce 285,80 m n. m. Vodní hladina při maximálním naplnění dosahuje výšky 284,60 m n. m. a její plocha je 0,280 km² 